# Carlomanno (nome)
Carlomanno  è un nome proprio di persona italiano maschile.

## Varianti in altre lingue
- Catalano: Carloman[3]
- Germanico: Carlman[4][5], Carloman[4][5], Karloman[4], Charlman[4]
- Inglese: Carloman
- Latino: Carolomannus[2]
- Polacco: Karloman
- Spagnolo: Carlomán[3]
- Tedesco: Karlmann[5]

## Origine e diffusione
Nome di interesse perlopiù storico, in quanto portato, tra gli altri, un fratello di Carlo Magno e un figlio di Carlo Martello. Sebbene alcune fonti lo considerino una variante di Carlo, oppure di "Carlo Magno", si tratta in realtà di un nome a sé stante: risale infatti al germanico Carloman, composto da karl ("uomo", da cui Carlo deriva) e man, che significano entrambi "uomo", "maschio"; il significato viene interpretato a volte come "uomo forte". 

## Onomastico

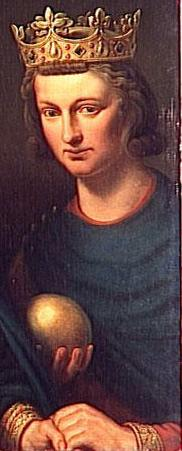
Carlomanno II di Francia

L'onomastico si può festeggiare il 17 agosto in memoria di san Carlomanno, figlio di Carlo Martello.

## Persone
- Carlomanno I, re dei Franchi e d'Aquitania, fratello di Carlo Magno
- Carlomanno di Baviera, re di Franchi orientali e re d'Italia
- Carlomanno II di Francia, re dei Franchi occidentali
- Carlomanno, maggiordomo di palazzo d'Austrasia, figlio di Carlo Martello
- Carlomanno, abate, figlio di Carlo il Calvo